# ミラクル・ファイランギ
ミラクル・ファイランギ（Miracle Faiʻilagi、1999年8月31日 - ）は、スーパーラグビー・パシフィック、モアナ・パシフィカに所属するラグビーユニオン選手。

## プロフィール
- サモア・アピア出身[1]。
- ポジションはロック(LO)、フランカー(FL)。
- 身長 195cm、体重 103kg
- 7人制サモア代表に選ばれたことがある[2]。
- サモア代表キャップは4(2024年10月現在）でラグビーワールドカップ2023のサモア代表に選ばれた[3]。

## 略歴
タスマンを経て、2023年、モアナ・パシフィカに加入。